# Elaphoglossum minutissimum
Elaphoglossum minutissimum är en träjonväxtart som beskrevs av Robbin C. Moran och Mickel. Elaphoglossum minutissimum ingår i släktet Elaphoglossum och familjen Dryopteridaceae. Inga underarter finns listade.